# Sternorsidis
Sternorsidis is een kevergeslacht uit de familie van de boktorren (Cerambycidae). De wetenschappelijke naam van het geslacht werd voor het eerst geldig gepubliceerd in 1959 door Breuning.

## Soorten
Sternorsidis is monotypisch en omvat slechts de volgende soort:
- Sternorsidis brunnea Breuning, 1959